# 阿瑟·麦凯布
阿瑟·麦凯布（英語：Arthur McCabe，1887年6月23日—1924年7月30日），生于新南威尔士州塔姆沃思，澳大利亚男子橄榄球运动员。他曾代表澳大拉西亚参加1908年夏季奥林匹克运动会橄榄球比赛，获得一枚金牌。